# Marylebone

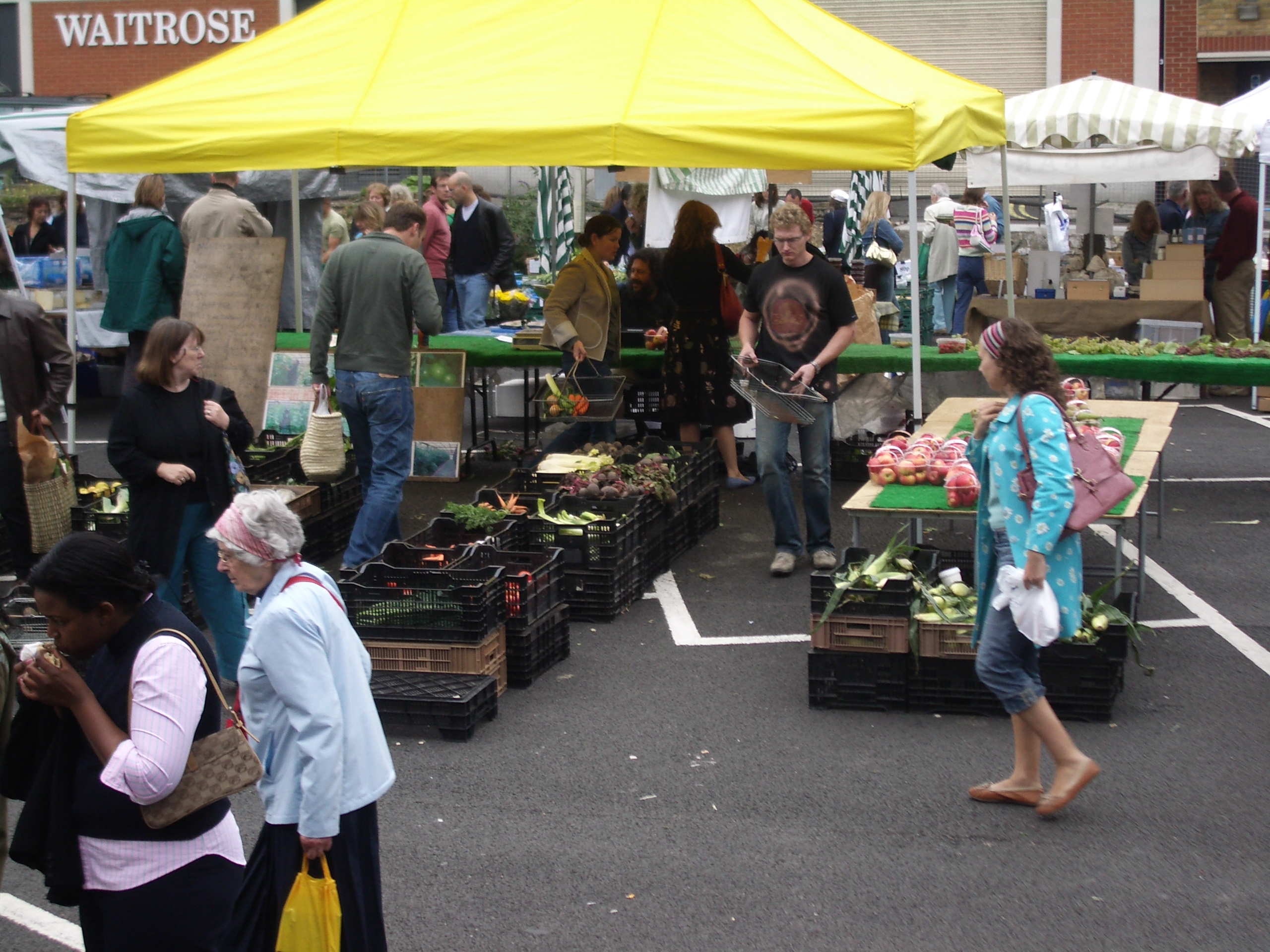
Markt in Marylebone

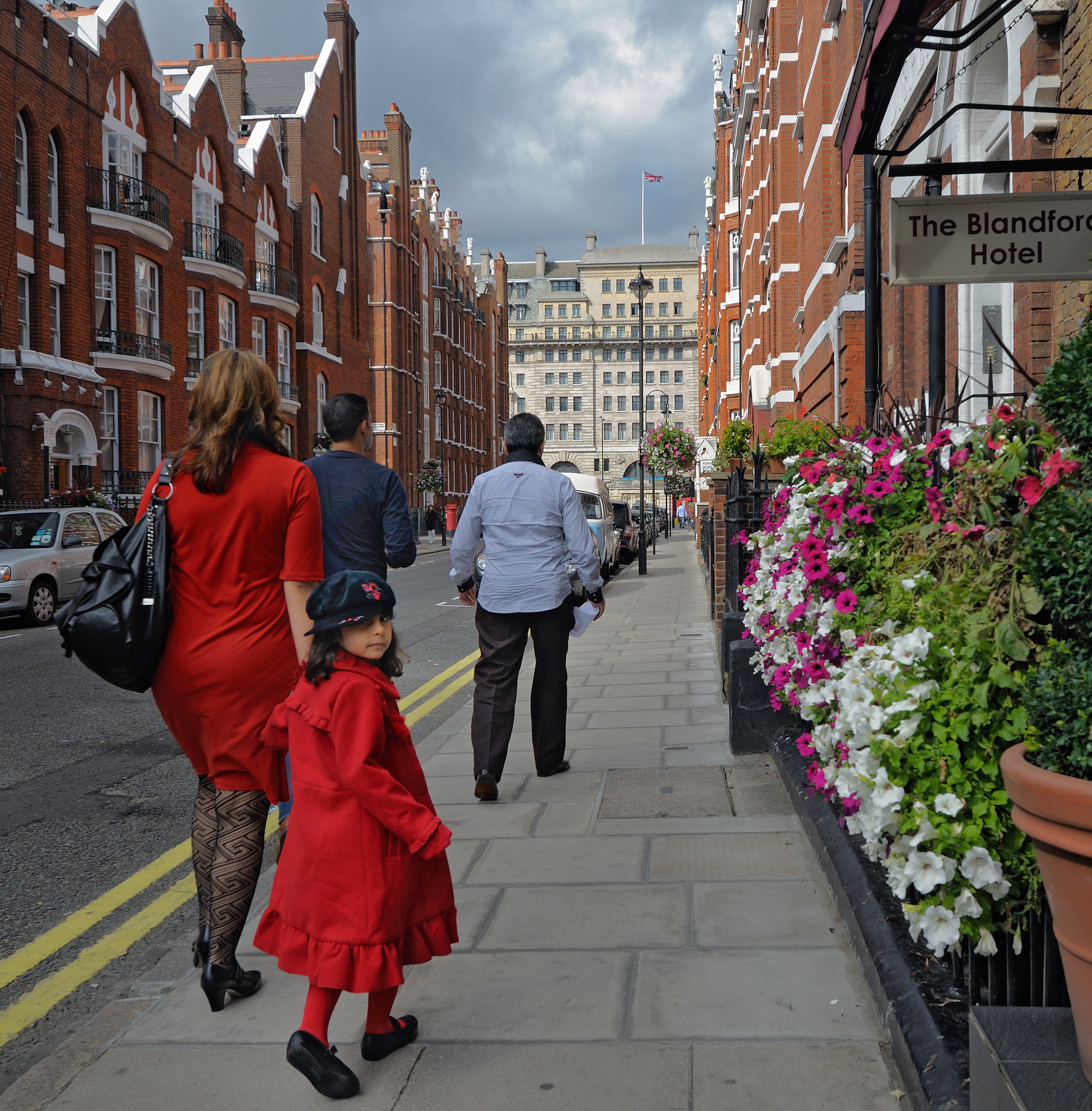
Richting Madame Tussauds via de Chiltern street.

Marylebone (ook wel St. Marylebone of Mary-le-bone) is een wijk in de Londense City of Westminster. De naam wordt gewoonlijk uitgesproken als mer(i)leboon.
Marylebone wordt begrensd door Oxford Street in het zuiden, Regent's Park in het noorden, Edgware Road in het westen en Portland Place in het oosten. De St Marylebone Society rekent iets ruimer en laat ook het gebied ten noorden van Marylebone Road met het Undergroundstation Marylebone, de oorspronkelijke vestigingsplaats van de Marylebone Cricket Club in Dorset Square en het gebied Lisson Grove onder de wijk vallen. 

De wijk bestaat nu grotendeels uit woonhuizen. Het westelijk deel heeft een omvangrijke Arabische populatie.
Bekende bezienswaardigheden in de wijk of in de nabije omgeving zijn onder andere Madame Tussauds, Harley Street, Regent's Park, Hyde Park en Marble Arch.

## Geschiedenis
De naam van de wijk is ontleend aan de kerk "St Mary's" (nu bekend als St Marylebone Parish Church) die werd gebouwd op de oever van een kleine rivier, ook wel "bourne" geheten. Dit stroompje heette de Tybourne in het daarnaar geheten oorspronkelijke dorp Tyburn. De kerk en de omgeving ervan werden later bekend als "St Mary at the Bourne", wat in de loop der tijd verbasterde tot Marylebone.

## Geboren
- George Canning (1770-1827), politicus en eerste minister
- Charles Miller (1868-1951), polospeler
- E.M. Forster (1879-1970), schrijver en essayist
- Napier Sturt (1896-1940)
- Norman Wisdom (1915-2010), acteur
- Gemma Jones (1942), actrice
- Chris Grayling (1962), politicus
- Dave Legeno (1963-2014), acteur
- Gavin Rossdale (1965), zanger van de band Bush
- David Cameron (1966), politicus